# Pierangelo Schiera
Pierangelo Schiera (* 1941 in Como) ist ein italienischer Rechtswissenschaftler und Historiker.

## Leben
Schiera studierte Rechtswissenschaft an der Katholischen Universität Mailand. Er wurde in politischer Theorie promoviert. 1975 erhielt er eine Professur an der Universität Bologna. Von 1976 bis 2006 war er Professor für politische Ideengeschichte an der Universität Trient. Er lehrte als Gastprofessor an den Universitäten Berlin, Paris, München, Bologna, Madrid und Mailand. Seit 1995 ist er Honorarprofessor an der Humboldt-Universität.
Schiera war von 1997 bis 2001 Direktor des Italienischen Kulturinstituts in Berlin und wissenschaftlicher Koordinator des italienisch-deutschen historischen Instituts in Trient. Er war Mitglied der Vereinigung für Verfassungsgeschichte.

## Schriften (Auswahl)
Autorenschaften
- Laboratorium der bürgerlichen Welt. Deutsche Wissenschaft im 19. Jahrhundert. Suhrkamp, Frankfurt am Main 1992, ISBN 3-518-58119-8.
- Otto Hintze. Napoli 1974.

Herausgeberschaften
- mit Monica Cioli, Maurizio Ricciardi: Traces of Modernism. Art and Politics from the First World War to Totalitarianism. Campus, Frankfurt/New York 2019, ISBN 978-3-593-51030-9.
- mit Anne G. Kosfeld/Martin Kirsch: Der Verfassungsstaat vor der Herausforderung der Massengesellschaft. Konstitutionalismus um 1900 im europäischen Vergleich (= Schriften zur Europäischen Rechts- und Verfassungsgeschichte. Bd. 41), Duncker & Humblot, Berlin 2002, ISBN 978-3-428-10734-6.[1]
- mit Martin Kirsch: Verfassungswandel um 1848 im europäischen Vergleich. Duncker & Humblot, Berlin 2001, ISBN 3-428-09799-8.
- mit Martin Nettesheim: Der integrierte Staat. Verfassungs- und europarechtliche Betrachtungen aus italienischer und deutscher Perspektive (= Schriften zum Europäischen Recht, Bd. 54). Duncker & Humblot, Berlin 1999, ISBN 3-428-09584-7.
- mit Martin Kirsch: Denken und Umsetzung des Konstitutionalismus in Deutschland und anderen europäischen Ländern in der ersten Hälfte des 19. Jahrhunderts (= Schriften zur Europäischen Rechts- und Verfassungsgeschichte, Bd. 28), Duncker & Humblot, Berlin 1999, ISBN 3-428-09769-6.
- Gustav Schmoller e il suo tempo. La nascita delle scienze sociali in Germania e in Italia. [Atti del seminario, 16–18 novembre 1988] = Gustav Schmoller in seiner Zeit. Die Entstehung der Sozialwissenschaften in Deutschland und Italien / [Istituto Storico Italo-Germanico in Trento] (= Italienisch-Deutsches Historisches Institut. Beiträge = Annali dell'Istituto Storico Italo-Germanico in Trento. Contributi, Bd. 5). Duncker & Humblot, Berlin; Mulino, Bologna 1989, ISBN 88-15-02424-7.